# Сидни, Элджернон
Граф Элджернон Сидни (англ. Algernon Sidney; 15 января 1623, Замок Байнардс, Лондон — 7 декабря 1683[…], Тауэр-Хилл) — британский политик, дипломат и философ

, один из родоначальников теории конституционной монархии.

## Биография
Элджернон Сидни родился 15 января 1623 года в замке Байнардс; второй сын 2-го графа Лестера, в юности долго жил во Франции и под влиянием французской оппозиционной литературы навсегда проникся демократическими взглядами.
Очень скоро после начала Английской революции, в ходе Войны трёх королевств, граф Сидни примкнул к партии парламента, поступил в армию, водил в атаку свой кавалерийский полк при Марстон-Муре, потом был назначен губернатором Дублина (1646), позднее Дувра (1648), стал на сторону индепендентов против пресвитериан. 

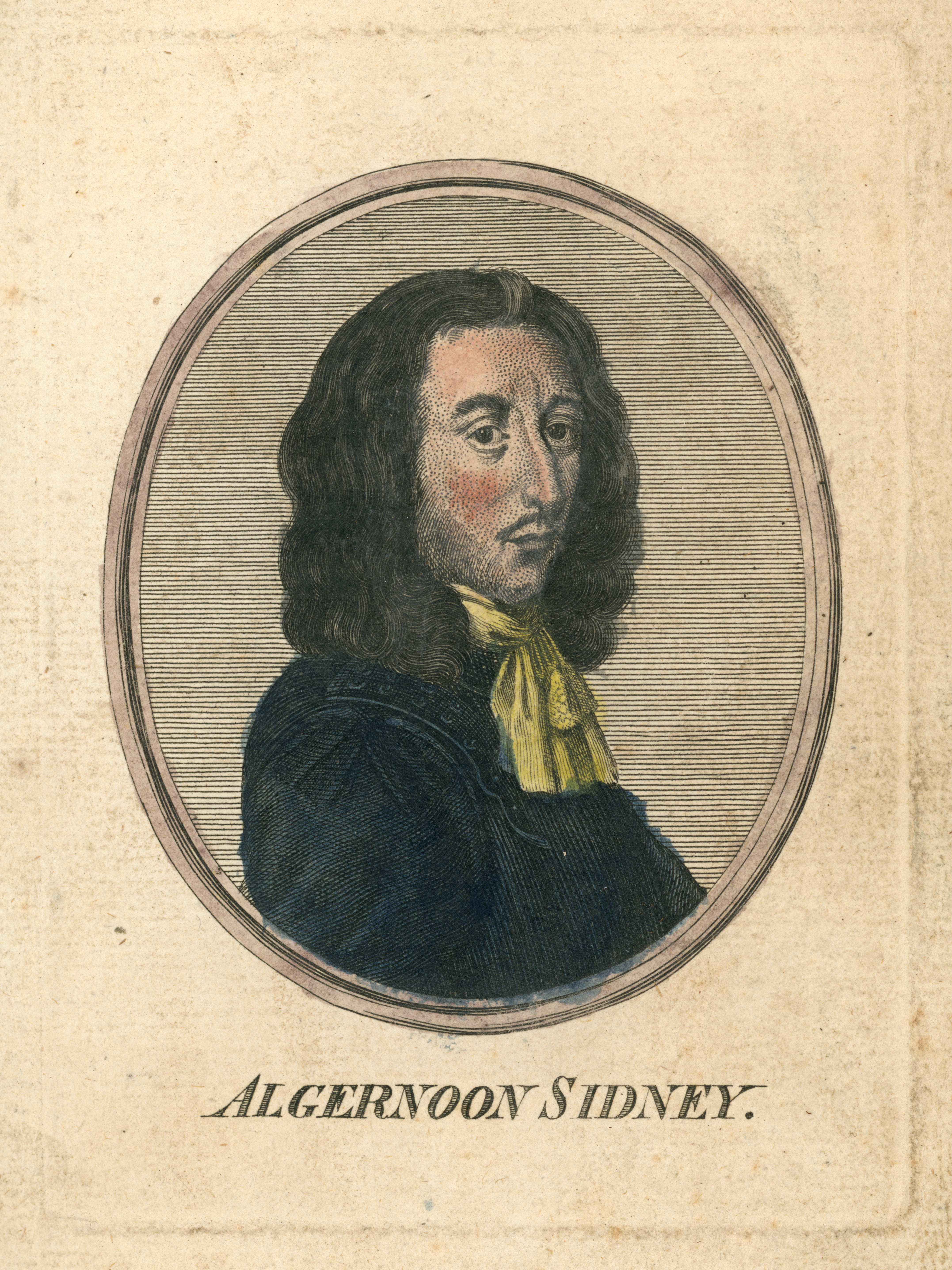
Элджернон Сидней

Избранный в Долгий парламент в 1645 году, Сидни вошел в состав комиссии, судившей короля, но решительно высказывался против его казни и вообще расходился с Кромвелем во многих важных вопросах. Разгон парламента Сидни осудил самым категорическим образом.
В 1659 году Сидни вернулся в парламент и в государственный совет, принимал участие в ряде дипломатических переговоров.
При реставрации Сидни долго не мог вернуться в Англию и странствовал по Европе. Только в 1677 году ему было дано это разрешение. Попытка вернуться к парламентской деятельности была неудачна: он был избран, но выборы его были кассированы.
Сидни посвятил себя всецело литературе, которой усиленно начал заниматься ещё на континенте. За связи с Джеймсом Скоттом, 1-м герцогом Монмута, и его друзьями он был арестован за мятеж, судим печально знаменитым Джеффрисом (по прозвищу «судья-вешатель») с явным нарушением всяческих законов и приговорён к смертной казни. Прошение Сидни о пересмотре процесса было оставлено без внимания.
Элджернон Сидни был обезглавлен 7 декабря 1683 года в Тауэре.
Вильгельм III по восшествии на английский престол повелел реабилитировать казненного графа.

## Литературно-философская деятельность
Главный труд графа Сидни — „Discourses concerning governement“ (начат во время изгнания, напечатан посмертно в 1698 году), посвящен суровой критике абсолютистской теории Филмера с точки зрения интересов свободы, достижение которой составляет «верх человеческого благополучия». Свобода, по мнению Cидни, заключается в повиновении только тем законам, на которые дано предварительное согласие народа и его представителей. Источник политической власти один: народная воля. Люди, свободные по природе, вступают в союз и соглашаются на создание власти, путем ограничения своей свободы. Наилучшая форма правления не монархия и не демократия (теоретически демократия — самая справедливая форма, но она возможна лишь в пределах небольшого города, a не обширной страны), a аристократия, или точнее смешанное правление, в которое входят элементы каждой из трёх форм, кульминируя на средних формах. Учение Сидни имело огромное влияние в течение всего XVIII века. Локк, Монтескье, Руссо и др. очень часто цитируют его и исходят из его положений.